# Rush County Bridge No. 188
Die Rush County Bridge No. 188 (auch verzeichnet als 139-555-56002) ist eine historische Fachwerkbrücke in Milroy, im US-Bundesstaat Indiana, in den Vereinigten Staaten. Sie überquert den Little Flatrock River, im Rush County, und liegt auf der County Road 150 W.
Die Brücke ist außer Betrieb und heute in Privatbesitz.
Die Rush County Bridge No. 188 wurde am 28. Dezember 2000 vom National Register of Historic Places mit der Nummer 00001542 in die Register aufgenommen.